# Fuchsia scabriuscula
Fuchsia scabriuscula är en dunörtsväxtart som beskrevs av George Bentham. Fuchsia scabriuscula ingår i släktet fuchsior, och familjen dunörtsväxter. Inga underarter finns listade i Catalogue of Life.